# Sergueï Dylevski
Сяргей Дылеўскі
Sergueï Anatolievitch Dylevski (en russe : Сергей Анатольевич Дылевский ; en biélorusse : Сяргей Анатольевіч Дылеўскі, Siarhieï Anatolievitch Dyliewski), né à Minsk le 1er septembre 1989, est un ingénieur biélorusse, membre depuis 2020 du présidium du Conseil de coordination fondé par l'opposante politique Svetlana Tikhanovskaïa.

## Éléments biographiques
Sergueï Dylevski naît le 1er septembre 1989 à Minsk. Ses parents, ouvriers, sont employés chez le constructeur de machines agricoles Minski Traktorny Zavod. Après des études de construction mécanique dans un collège technique de Minsk, Dylevski choisit de devenir trempeur d'acier.

## Manifestations post-électorales de 2020
À la suite de l'élection présidentielle biélorusse de 2020 et des manifestations biélorusses d'août 2020, Sergueï Dylevski est choqué par la violence des répressions des forces de sécurité contre les manifestants. Il conduit plusieurs manifestants dans les hôpitaux et appelle à la grève chez Minski Traktorny Zavod. Il est rejoint dans son combat par de nombreux travailleurs appelant à la libération des prisonniers politiques et à l'organisation de nouvelles élections. Début août, lors d'une marche pour rallier le centre de Minsk, il est à la tête d'un groupe de 1 000 travailleurs.
Le 17 août, Sergueï Dylevski organise une nouvelle marche qui rassemble 5 000 travailleurs grévistes de Minski Traktorny Zavod. Il annonce le lendemain que 50 personnes ont été arrêtées pour avoir manifesté leur soutien aux travailleurs devant les bâtiments de l'entreprise.
Le 19 août 2020, Sergueï Dylevski est nommé membre du présidium du Conseil de coordination, mis en place par la candidate à la présidentielle Svetlana Tikhanovskaïa pour coordonner une transition démocratique et pacifique du pouvoir politique du président Alexandre Loukachenko : celui-ci affirme avoir remporté l'élection présidentielle biélorusse du 9 août 2020, ce que contestent l'opposition biélorusse et de nombreuses organisations internationales,.
Le lendemain, Alexandre Koniouk, procureur général de Biélorussie, entame des poursuites pénales contre les membres du Conseil de coordination en vertu de l'article 361 du Code pénal biélorusse, les accusant d'avoir « tenté de s'emparer du pouvoir de l'État et porté atteinte à la sécurité nationale »,.
Le 21 août 2020, le New York Times consacre un article à la « star politique » qu'est devenu Sergueï Dylevski. Celui-ci y déclare considérer que le système industriel biélorusse est inefficace et que le manque d'oligarques en Biélorussie est « loin d'être un exploit » car cela signifie que les hommes d'affaires « sains » ne souhaitent pas investir dans leur pays. Il déclare également que la politique serait « la dernière chose [qu'il] aimerait faire », tout en affirmant son intention de contribuer à chasser Loukachenko du pouvoir. Il considère que Svetlana Tikhanovskaïa est la présidente légitime de la Biélorussie et fait observer que « par-dessus tout, Loukachenko craint la protestation des ouvriers d'usine, alors il essaie d'effrayer les organisateurs de grèves pour les faire cesser ».

## Pressions légales
Le 21 août 2020, Sergueï Dylevski et son confrère du présidium Maxime Znak sont interrogés dans les locaux du KGB biélorusse, qui décide malgré tout de les laisser en liberté,,
Trois jours plus tard, Sergueï Dylevski et Olga Kovalkova tentent de soutenir les grévistes de l'usine Minski Traktorny Zavod,,. Ils sont condamnés à dix jours de prison le lendemain,,. À l'issue de sa peine, Olga Kovalkova est contrainte à l'exil et emmenée secrètement vers la frontière polonaise.
Le 3 septembre 2020, après la fin de la détention administrative des deux opposants, le juge du district central de Minsk leur inflige une nouvelle peine d'incarcération de quinze jours en vertu de la partie 1 de l'article 23.34 sur la « violation de la procédure établie pour la tenue d'un rassemblement ». Sergueï Dylevski reste incarcéré après cette période : son avocat n'a alors pas pu le rencontrer depuis le 27 août 2020,. Il est finalement libéré le 21 septembre 2020.
Le 10 octobre 2020, à la suite de pressions exercées par la direction de l'usine, il est contraint de démissionner « de son plein gré ». Trois jours plus tard, il quitte la Biélorussie : il était le dernier membre du présidium du Conseil de coordination encore en liberté sur le territoire national. Il se réfugie à Varsovie.

## Récompenses et distinctions
En décembre 2020, Sergueï Dylevski, aux côtés d'autres représentants de l'opposition démocrate biélorusse, est honoré du prix Sakharov décerné par le Parlement européen.